# Bill Corbett
Bill Corbett (30 maart 1960) is een Amerikaans schrijver en tv-persoonlijkheid.
Corbett is vooral bekend van zijn werk voor de cultserie Mystery Science Theater 3000 (MST3K). Hij was lange tijd schrijver voor deze serie. In de laatste drie seizoenen deed hij de stem van Crow T. Robot, en speelde hij het personage Observer. Verder speelde hij van tijd tot tijd een paar typetjes die meestal maar 1 aflevering mee deden.
Corbett was ook medeschrijver van de Sci Fi Channel miniserie The Adventures of Edward the Less.
Sinds 2002 is Corbett lid van het comedyteam The Film Crew, samen met voormalige MST3K collega’s Michael J. Nelson en Kevin Murphy. De drie gaan als team door met het belachelijk maken van slechte films, en presenteert geregeld de tussenstukjes tussen de films op AMC, Starz/Encore en Sundance Channel.
Samen met Rob Greenberg heeft hij de film Meet Dave geschreven, waarin onder andere Eddie Murphy een rol speelt.